# Ginnastica ai Giochi della XXIX Olimpiade - Qualificazioni femminili
Il turno di qualificazione è servito per stabilire le finaliste dei concorsi generali e di ogni specialità. Si è svolto il 10 agosto allo Stadio Coperto Nazionale di Pechino.

## Risultati dei qualificati

### Concorso a squadre
| Pos | Nazione     | Volteggio | Parallele asimmetriche | Trave  | Corpo libero | Totale  |
| --- | ----------- | --------- | ---------------------- | ------ | ------------ | ------- |
| 1   | Cina        | 61.825    | 62.650                 | 63.050 | 60.750       | 248.275 |
| 2   | Stati Uniti | 62.225    | 61.125                 | 63.400 | 60.050       | 246.800 |
| 3   | Russia      | 60.850    | 61.775                 | 62.000 | 59.775       | 244.400 |
| 4   | Romania     | 59.725    | 58.450                 | 60.950 | 59.300       | 238.425 |
| 5   | Australia   | 59.450    | 59.050                 | 58.625 | 58.325       | 235.450 |
| 6   | Francia     | 58.825    | 58.525                 | 58.975 | 57.550       | 233.875 |
| 7   | Brasile     | 59.450    | 58.425                 | 56.675 | 59.250       | 233.800 |
| 8   | Giappone    | 58.050    | 58.725                 | 59.900 | 56.500       | 233.175 |

### Concorso individuale
| Pos | Atleta              | Volteggio | Parallele asimmetriche | Trave  | Corpo libero | Totale |
| --- | ------------------- | --------- | ---------------------- | ------ | ------------ | ------ |
| 1   | Shawn Johnson       | 16.000    | 15.325                 | 15.975 | 15.425       | 62.725 |
| 2   | Nastia Liukin       | 15.100    | 15.950                 | 15.975 | 15.350       | 62.375 |
| 3   | Yang Yilin          | 15.200    | 16.650                 | 15.500 | 15.000       | 62.350 |
| 4   | Ksenija Semënova    | 14.750    | 16.475                 | 15.775 | 14.475       | 61.475 |
| 5   | Anna Pavlova        | 15.350    | 14.600                 | 15.825 | 15.125       | 60.900 |
| 6   | Jiang Yuyuan        | 14.775    | 15.550                 | 15.250 | 15.050       | 60.625 |
| 7   | Steliana Nistor     | 14.900    | 15.975                 | 15.075 | 14.550       | 60.500 |
| 8   | Jade Barbosa        | 15.100    | 14.800                 | 14.700 | 14.900       | 59.500 |
| 9   | Sandra Izbașa       | 15.100    | 13.575                 | 15.225 | 15.475       | 59.375 |
| 10  | Oksana Chusovitina  | 15.800    | 14.725                 | 14.400 | 14.450       | 59.375 |
| 11  | Shona Morgan        | 14.700    | 14.500                 | 15.350 | 14.525       | 59.075 |
| 12  | Koko Tsurumi        | 14.200    | 15.025                 | 15.425 | 14.325       | 58.975 |
| 13  | Georgia Bonora      | 14.850    | 14.500                 | 15.025 | 14.525       | 58.900 |
| 14  | Elyse Hopfner-Hibbs | 14.675    | 14.975                 | 15.125 | 13.875       | 58.650 |
| 15  | Marine Petit        | 14.850    | 14.325                 | 14.800 | 14.375       | 58.350 |
| 16  | Vanessa Ferrari     | 14.825    | 14.050                 | 14.775 | 14.650       | 58.300 |
| 17  | Laetitia Dugain     | 14.350    | 14.625                 | 14.975 | 14.325       | 58.275 |
| 18  | Lia Parolari        | 14.075    | 14.375                 | 15.175 | 14.575       | 58.200 |
| 19  | Becky Downie        | 15.050    | 14.650                 | 14.225 | 14.150       | 58.075 |
| 20  | Ariella Käslin      | 15.225    | 14.300                 | 14.650 | 13.875       | 58.050 |
| 21  | Kristyna Palesova   | 14.325    | 15.100                 | 15.075 | 13.300       | 57.800 |
| 22  | Kyoko Oshima        | 14.700    | 14.450                 | 14.300 | 14.175       | 57.625 |
| 23  | Ana Silva           | 14.750    | 14.550                 | 13.475 | 14.800       | 57.575 |
| 24  | Gaelle Mys          | 14.050    | 14.175                 | 14.800 | 14.125       | 57.150 |

Per regolamento solo due ginnaste per paese possono accedere alla finale. Dunque alcune ginnaste, pur avendo ottenuto un piazzamento entro le prime 24, non hanno potuto partecipare alla finale. Considerando il punteggio dell'ultima qualificata, sono 7 le escluse per questo motivo. Di fatto poi, tra queste, solo le prime 5 sarebbero effettivamente rientrate nelle prime 24.
Di seguito le 7 ginnaste escluse pur avendo ottenuto un punteggio superiore al 57.150 dell'ultima qualificata (tra parentesi il piazzamento assoluto).
- Ksenija Afanas'eva, 60.800 (6º posto)
- Deng Linlin, 60.450 (9º posto)
- Ekaterina Kramarenko, 60.425 (10º posto)
- Bridget Sloan, 60.425 (11º posto)
- Anamaria Tămârjan, 59.000 (16º posto)
- Pauline Morel, 57.450 (29º posto)
- Ashleigh Brennan, 57.250 (30º posto)

### Corpo libero
| Pos | Atleta               | Punteggio A | Punteggio B | Penalità | Totale |
| --- | -------------------- | ----------- | ----------- | -------- | ------ |
| 1   | Cheng Fei            | 6.600       | 9.150       |          | 15.750 |
| 2   | Sandra Izbașa        | 6.500       | 8.975       |          | 15.475 |
| 3   | Shawn Johnson        | 6.300       | 9.125       |          | 15.425 |
| 4   | Nastia Liukin        | 6.200       | 9.150       |          | 15.350 |
| 5   | Daiane Santos        | 6.400       | 8.975       | 0.100    | 15.275 |
| 6   | Ekaterina Kramarenko | 6.100       | 9.050       |          | 15.150 |
| 7   | Anna Pavlova         | 5.900       | 9.225       |          | 15.125 |
| 8   | Jiang Yuyuan         | 6.200       | 8.850       |          | 15.050 |

### Volteggio
| Pos | Atleta              | Volteggio 1 | Volteggio 1 | Volteggio 1 | Volteggio 1 | Volteggio 2 | Volteggio 2 | Volteggio 2 | Volteggio 2 | Totale |
| Pos | Atleta              | Punteggio A | Punteggio B | Penalità    | Pti         | Punteggio A | Punteggio B | Penalità    | Pti         | Totale |
| --- | ------------------- | ----------- | ----------- | ----------- | ----------- | ----------- | ----------- | ----------- | ----------- | ------ |
| 1   | Cheng Fei           | 6.500       | 9.650       |             | 16.150      | 6.500       | 9.175       |             | 15.675      | 15.912 |
| 2   | Hong Un Jong        | 6.500       | 9.150       |             | 15.650      | 6.500       | 9.300       |             | 15.800      | 15.725 |
| 3   | Alicia Sacramone    | 6.300       | 9.550       |             | 15.850      | 5.800       | 9.600       |             | 15.400      | 15.625 |
| 4   | Oksana Chusovitina  | 6.300       | 9.500       |             | 15.800      | 5.700       | 9.550       |             | 15.250      | 15.525 |
| 5   | Anna Pavlova        | 5.800       | 9.550       |             | 15.350      | 5.600       | 9.600       |             | 15.200      | 15.275 |
| 6   | Carlotta Giovannini | 5.800       | 9.300       |             | 15.100      | 5.900       | 9.275       |             | 15.175      | 15.137 |
| 7   | Jade Barbosa        | 5.800       | 9.400       | 0.100       | 15.100      | 5.600       | 9.400       |             | 15.000      | 15.050 |
| 8   | Ariella Käslin      | 6.300       | 8.925       |             | 15.225      | 5.500       | 9.225       |             | 14.725      | 14.975 |

### Parallele asimmetriche
| Pos | Atleta            | Punteggio A | Punteggio B | Penalità | Totale |
| --- | ----------------- | ----------- | ----------- | -------- | ------ |
| 1   | Yang Yilin        | 7.700       | 8.950       |          | 16.650 |
| 2   | Ksenija Semënova  | 7.400       | 9.075       |          | 16.475 |
| 3   | Anastasija Koval' | 7.300       | 9.025       |          | 16.325 |
| 4   | Steliana Nistor   | 7.300       | 8.675       |          | 15.975 |
| 5   | Nastia Liukin     | 7.700       | 8.250       |          | 15.950 |
| 6   | He Kexin          | 7.500       | 8.225       |          | 15.725 |
| 7   | Dar'ja Zhoba      | 6.900       | 8.875       | 0.100    | 15.675 |
| 8   | Beth Tweddle      | 7.600       | 8.050       |          | 15.650 |

### Trave
| Pos | Atleta             | Punteggio A | Punteggio B | Penalità | Totale |
| --- | ------------------ | ----------- | ----------- | -------- | ------ |
| 1   | Li Shanshan        | 7.000       | 9.125       |          | 16.125 |
| 2   | Nastia Liukin      | 6.600       | 9.375       |          | 15.975 |
| 3   | Shawn Johnson      | 6.900       | 9.075       |          | 15.975 |
| 4   | Cheng Fei          | 6.700       | 9.275       | 0.100    | 15.875 |
| 5   | Anna Pavlova       | 6.700       | 9.125       |          | 15.825 |
| 6   | Ksenija Afanas'eva | 6.600       | 9.175       |          | 15.775 |
| 7   | Gabriela Drăgoi    | 6.500       | 8.950       |          | 15.450 |
| 8   | Koko Tsurumi       | 6.500       | 8.925       |          | 15.425 |

Per regolamento solo due ginnaste per paese possono accedere ad ogni finale. Dunque alcune ginnaste, pur avendo ottenuto un piazzamento entro le prime 8, non hanno potuto partecipare alla finale della trave. Considerando il punteggio dell'ultima qualificata, sono 5 le escluse per questo motivo. Di fatto poi, tra queste, solo le prime 2 sarebbero effettivamente rientrate nelle prime 8.
Di seguito le 5 ginnaste escluse pur avendo ottenuto un punteggio superiore al 15.425 dell'ultima qualificata (tra parentesi il piazzamento assoluto).
- Alicia Sacramone, 15.950 (4º posto)
- Ksenija Semënova, 15.775 (8º posto)
- Deng Linlin, 15.550 (9º posto)
- Bridget Sloan, 15.500 (10º posto)
- Yang Yilin, 15.500 (11º posto)